# Macrocentrus nigrigenuis
Macrocentrus nigrigenuis är en stekelart som beskrevs av Van Achterberg 1993. Macrocentrus nigrigenuis ingår i släktet Macrocentrus och familjen bracksteklar. Inga underarter finns listade i Catalogue of Life.